# Nephrotoma shanxiensis
Nephrotoma shanxiensis är en tvåvingeart som beskrevs av Yang 1990. Nephrotoma shanxiensis ingår i släktet Nephrotoma och familjen storharkrankar. Inga underarter finns listade i Catalogue of Life.